# 大杉久雄
大杉 久雄（おおすぎ ひさお、1909年6月21日 - 1995年6月20日）は、日本の編集者。講談社の編集者として戦前〜戦後へと活躍した。主な編集誌に幼年クラブ、少年倶楽部などがある。のらくろの作者である、田河水泡と交流があった。
孫に大杉正人（オーストラリアシドニー在住）がいる。

## 経歴

### 学生時代
本来大杉家は、地元の大地主であり大きな山林を所有していたが、大正恐慌のあおりを受け没落する。久雄は父より大杉家再興の為医者になることを命じられ、京都大学の受験の為の旅費を渡されるが、幼いころからの夢である文学への思いが立ちきれず京都へ向かう汽車で京都では下車せずそのまま東京へ向かう。
久雄は早稲田大学第一文学部への入学を決めるが、父は立腹しその年の正月の餅を久雄に送らなかったというエピソードが残されている。

### 講談社時代
講談社では、少年雑誌編集関連の仕事に従事し、幼年クラブ、少年倶楽部などの編集に携わる。
1980年に児童文化功労賞（第22回）を受賞。